# آئین‌نامه نورنبرگ
آئین‌نامه نورنبرگ عنوان آئین‌نامه‌ای اخلاقی است که حاصل کارِ دادگاه‌های نورنبرگ در راستای بررسی جنایات پزشکان و محققان در آلمان نازی است. این آیین‌نامه اصول اولیهٔ اخلاقی را در امور پزشکی مشخص می‌کند.
خلاصه‌ای از ده نکتهٔ این آیین‌نامه به این شرح است:
1. ضروری و اساسی بودن رضایت و داوطلب‌بودن فرد مورد آزمایش
2. لزوم سودمندی مطالعه و پرهیز از روش‌های ذاتاً تصادفی و نالازم
3. متکی‌بودن بر مبانی علمی و تجربیات قبلی
4. پرهیز از هرگونه آزار و اذیت جسمی و روانی غیرضرور
5. نداشتن خطر مرگ یا معلولیت
6. خطرپذیری متناسب با نتیجه
7. فراهم‌آوردن زمینه‌های لازم برای محافظت از افراد مورد مطالعه
8. لزوم صلاحیت علمی پژوهشگران و داشتن مهارت لازم
9. آزاد گذاشتن افراد برای خروج از مطالعه
10. آمادگی برای پایان دادن مطالعه در هر زمان که نیاز باشد توسط فرد مسئول تحقیق